# Claudia Voňková
Claudia Voňková (* 25. März 1985 als Anna Gerarda Maria Claudia van den Heiligenberg in Roelofarendsveen, Niederlande) ist eine ehemalige niederländische Fußballspielerin und 97-malige Nationalspielerin.

## Karriere

### Vereine
Im Ortsteil von Alkemade in der Provinz Südholland (seit 1. Januar 2009 Gemeinde Kaag en Braassem) geboren, begann sie beim ortsansässigen SV Alkmania mit dem Fußballspielen. Dem Jugendalter entwachsen wurde die Tochter der viermaligen Nationalspielerin Mary van der Meer 2003 vom Zweitligisten RCL Leiderdorp aus dem gleichnamigen Gemeinde verpflichtet; dort avancierte sie zur besten Ligatorschützin. „Ich bin eine egoistische Stürmerin,“ sagte sie zu dieser Zeit über sich selbst, „wenn ich die Torchance sehe, dann können die Mitspielerinnen rufen wie sie wollen, dann bin ich nur aufs Tor ausgerichtet.“ Da die Mannschaft trotz ihrer Toranzahl nicht den Aufstieg in die erstklassige Hoofdklasse schaffte, verließ sie den Verein nach zwei Spielzeiten.
Zur Saison 2005/06 wurde sie vom Erstligisten VV Ter Leede aus dem nahen Sassenheim (seit 1. Januar 2006 nach Teylingen eingemeindet) verpflichtet. Als schnelle Linksaußen trug sie in der Saison 2006/07 mit 16 Toren zum Gewinn der Niederländischen Meisterschaft bei; mit dem Gewinn des nationalen Vereinspokals gelang ihr mit der Mannschaft auch das Double.
Mit Einführung der Eredivisie der Frauen, die im August 2007 die Hoofdklasse als höchste Spielklasse im niederländischen Frauenfußball ablöste, wechselte sie zum AZ Alkmaar, mit dem sie dreimal in Folge die Meisterschaft gewann. In der Saison 2008/09 war sie mit elf Toren drittbeste Torschützin hinter Sylvia Smit und Marlous Pieëte. Drei der Treffer erzielte sie im entscheidenden letzten Saisonspiel gegen Willem II mit einem Hattrick nach der Halbzeit.
Als ihr Vorbild gibt sie Robin van Persie an, der wie sie „aus dem Nichts“ gekommen sei. Durch ihren Alkmaarer Trainer Ed Engelkes und mehr Lebenserfahrung spielt sie nach eigener Aussage inzwischen mannschaftsdienlicher als früher.
Zwischenzeitlich wurde sie auf der linken Seite gelegentlich sogar in der Abwehr eingesetzt. In der Saison 2009/10 wurde sie mit sieben Toren ebenfalls drittbeste Torschützin.
Nachdem sich der Verein nach der Saison 2010/11 aus finanziellen Gründen vom Ligaspielbetrieb zurückzog, wurde die Frauenfußballmannschaft unter den Namen SC Telstar WNH neu aufgestellt. Nach zwei Spielzeiten wechselte sie zur 2012 neu gegründeten Frauenfußballabteilung von Ajax Amsterdam. Diese verließ sie ebenfalls nach zwei Spielzeiten, da sie zur Saison 2015/16 vom Bundesligisten FF USV Jena verpflichtet wurde. Ihr Bundesligadebüt gab sie am 29. August 2015 (1. Spieltag) bei der 0:8-Niederlage im Heimspiel gegen den VfL Wolfsburg. In ihrer Premierensaison, in der sie in 21 von 22 Punktspielen zum Einsatz kam, erzielte am 18. Oktober 2015 (8. Spieltag) beim 1:1-Unentschieden im Auswärtsspiel gegen die TSG 1899 Hoffenheim ihr einziges Tor. In der Folgesaison bestritt sie 15 Punktspiele, blieb jedoch ohne Torerfolg. Zur Saison 2017/18 wurde sie vom FC Bayern München für deren zweite Mannschaft verpflichtet, für die sie am 3. September 2017 (1. Spieltag) beim 1:0-Sieg im Heimspiel gegen den Zweitliganeuling SG 99 Andernach von Beginn an debütierte. Für die erste Mannschaft kam sie am 7. Oktober 2017 beim 3:0-Sieg im Zweitrundenspiel um den DFB-Pokal gegen den SV Alberweiler zum Einsatz. Ihr erstes Pflichtspieltor für die zweite Mannschaft erzielte sie am 5. November 2017 (6. Spieltag) beim 2:1-Sieg im Auswärtsspiel gegen den FSV Hessen Wetzlar mit dem Treffer zum 1:0 in der zehnten Minute.

### Nationalmannschaft
Schon als Zweitligaspielerin wurde van den Heiligenberg 2005 erstmals in die A-Nationalmannschaft berufen. Am 7. September debütierte sie in Zwolle bei der 0:2-Niederlage im Testspiel gegen Italien. Ihre ersten beiden Länderspieltore erzielte sie in ihrem dritten Länderspiel – ebenfalls in Zwolle – am 12. Oktober 2005 beim 6:0-Sieg über die Schweiz mit den Treffern zum 2:0 in der 22. und 3:0 in der 27. Minute. Zwei weitere Tore gelangen ihr am 12. April 2006 im Testspiel gegen Island; es war der erste Sieg gegen diese Auswahlmannschaft.
Sie nahm ferner an der vom 23. August bis 10. September 2009 in Finnland ausgetragenen Europameisterschaft teil und wurde am 29. August in Lahti im letzten Gruppenspiel beim 2:1-Sieg gegen Dänemark und am 3. September beim mit 5:4-Sieg in Tampere im Elfmeterschießen gegen Frankreich im Viertelfinale eingesetzt. Ihre Mannschaft schied nach dem Halbfinale, das gegen England mit 1:2 nach Verlängerung verloren wurde, aus dem Turnier aus. Ihr letztes Länderspiel bestritt sie am 25. Januar 2016 in Belek beim 2:1-Sieg über Dänemark. Am 6. Juli 2017 verkündete sie ihr Karriereende in der Nationalmannschaft. Sie bestritt von 2005 bis 2017 97 Länderspiele und erzielte acht Tore.

## Persönliches
Seit dem 3. Oktober 2018 ist sie mit der tschechischen Fußballspielerin und Teamkollegin Lucie Voňková verheiratet. Im Sommer 2019 war Voňková Expertin beim ZDF im Rahmen der Fußball-Weltmeisterschaft der Frauen.

## Erfolge
- Niederländischer Meister 2007 (mit VV Ter Leede), 2008, 2009, 2010,  (mit dem AZ Alkmaar)
- Meister der 2. Bundesliga 2019
- KNVB-Pokal-Sieger 2007 (mit VV Ter Leede), 2011 (mit AZ Alkmaar), 2014 (mit Ajax Amsterdam)
- Topscorer Eerste Klasse A 2006